# Lynn Varley
Lynn Varley é uma colorista, o profissional responsável pelas cores nas HQs.
Foi casada com Frank Miller, tendo realizado os seguintes trabalhos ao lado dele: em 1984, a minissérie Ronin, série que provou a viabilidade comercial dos quadrinhos em formatos incomuns; e em 1986, Batman: O Cavaleiro das Trevas, com arte-final de Klaus Janson. Coloriu ainda O Cavaleiro das Trevas 2, 300, Elektra Vive e Big Guy and Rusty, the Boy Robot, com Geoff Darrow. Coloriu também os fundos para o filme 300
Recebeu o reconhecimento da indústria dos quadrinhos, sendo premiada com o Comics Buyer's Guide Awards  de melhor colorista em 1986, 1999 e 2000.